# Roeselia trianguloquelinea
Roeselia trianguloquelinea är en fjärilsart som beskrevs av Van Eecke 1920. Roeselia trianguloquelinea ingår i släktet Roeselia och familjen trågspinnare. Inga underarter finns listade.